# Seznam konvojskih kod druge svetovne vojne
Seznam konvojskih kod, ki so jih uporabili zavezniki med drugo svetovno vojno.
- AS
- BA
- BC
- BD
- BRN
- BS
- BT
- BTC
- BX
- CB
- CD
- CU
- DN
- EBC
- ECP
- EMC
- ET
- ETC
- FN
- FS
- FXP
- Gibr
- GTX
- GUS
- HA
- HG
- HN
- HX
- JT
- JW
- K
- KB
- KG
- KJ
- KMF
- KMS
- KRS
- KS
- LMD
- MH
- MKF
- MKS
- MWS
- NG
- OA
- OB
- OG
- ON(F)
- ONS
- OS
- OT
- PA
- PG
- PK
- PQ
- QP
- QS
- RA
- RB
- RS
- RU
- SC
- SG
- SL
- SN
- SQ
- TA
- TAG
- TAM
- TB
- TBC
- TJ
- TM
- TS
- VUC
- UGF
- UGS
- UR
- UT
- VA
- VD
- VWP
- WAT
- WEG
- WEP
- WES
- X
- XB
- XK